# Дірінг (Аляска)
Дірінг (англ. Deering, інупіак:Ipnatchiaq) — місто (англ. city) в США, в окрузі Нортвест-Арктик штату Аляска. Населення — 550 осіб (2020).

## Географія
Розташоване на півночі півострова Сьюард, у місці де річка Інмачук впадає в затоку Коцебу, за 92 км на північний захід від міста Коцебу.
Дірінг розташований за координатами 66°4′10″ пн. ш. 162°46′7″ зх. д. / 66.06944° пн. ш. 162.76861° зх. д. (66.069313, -162.768610).  За даними Бюро перепису населення США в 2010 році місто мало площу 13,26 км², з яких 13,07 км² — суходіл та 0,19 км² — водойми.

## Демографія

### Перепис 2010
Згідно з переписом 2010 року, у місті мешкали 122 особи в 44 домогосподарствах у складі 30 родин. Густота населення становила 9 осіб/км².  Було 61 помешкання (5/км²).
Расовий склад населення:
| - 86,9 % — корінних американців - 9,0 % — білих |

До двох чи більше рас належало 4,1 %. Частка іспаномовних становила 0,0 % від усіх жителів.
За віковим діапазоном населення розподілялося таким чином: 29,5 % — особи молодші 18 років, 62,3 % — особи у віці 18—64 років, 8,2 % — особи у віці 65 років та старші. Медіана віку мешканця становила 30,0 року. На 100 осіб жіночої статі у місті припадало 121,8 чоловіків;  на 100 жінок у віці від 18 років та старших — 132,4 чоловіків також старших 18 років.
Середній дохід на одне домашнє господарство  становив 52 866 доларів США (медіана — 50 000), а середній дохід на одну сім'ю — 52 756 доларів (медіана — 51 250). Медіана доходів становила 31 875 доларів для чоловіків та 46 250 доларів для жінок. За межею бідності перебувало 14,0 % осіб, у тому числі 11,6 % дітей у віці до 18 років та 0,0 % осіб у віці 65 років та старших.
Цивільне працевлаштоване населення становило 53 особи. Основні галузі зайнятості: освіта, охорона здоров'я та соціальна допомога — 45,3 %, публічна адміністрація — 30,2 %, транспорт — 15,1 %, будівництво — 3,8 %.

### Перепис 2000
За даними перепису 2000 року населення міста становило 136 осіб. Расовий склад: корінні американці   — 93,38 %; білі  — 5,88 %; представники двох і більше рас  — 0,74 %. Частка осіб у віці молодше 18 років  — 39,7 %; осіб старше 65 років  — 7,4 %. Середній вік населення  — 27 років. На кожні 100 жінок припадає 109,2 чоловіків; на кожні 100 жінок у віці старше 18 років  — 115,8 чоловіків.
З 42 домашніх господарств в 40,5 %  — виховували дітей у віці до 18 років, 21,4 % представляли собою подружні пари, які спільно проживають, 33,3 %  — жінки без чоловіків, 31,0 % не мали родини. 23,8 % від загальної кількості господарств на момент перепису жили самостійно, при це 2,4 % склали самотні літні люди у віці 65 років та старше. В середньому домашнє господарство ведуть 3,24 особи, а середній розмір родини  — 3,90 осіб.
Середній дохід на спільне господарство  — $33 333; середній дохід на сім'ю  — $43 438.

## Транспорт
Місто обслуговується аеропортом Дірінг.